# Synema pereirai
Synema pereirai es una especie de araña cangrejo del género Synema, familia Thomisidae, orden Araneae.

## Distribución
Esta especie se encuentra en Brasil.

## Taxonomía
Fue descrita por Soares en 1943.
Tratamiento taxonómico
La especie aparece registrada y publicada en Novos thomisidas brasilieros. Papéis Avulsos de Zoologia, Sao Paolo 3: 1–18.